# Dororo
Dororo (どろろと百鬼丸?, Dororo to Hyakkimaru) è un manga di Osamu Tezuka, scritto negli anni sessanta. Venne serializzato a partire dal 27 agosto 1967, fino al 22 luglio 1968 sulla rivista Weekly Shōnen Sunday, della casa editrice Shogakukan. Una serie televisiva anime basata sul manga fu trasmessa in 26 episodi nel 1969 su Fuji TV, serie che ha il primato di essere il primo capitolo del Calpis Comic Theater, che in seguito diverrà celebre come World Masterpiece Theater. Il manga è stato anche adattato in un film live action nel 2007 e in una nuova serie anime realizzata da MAPPA e Tezuka Productions e trasmessa in 24 episodi nel 2019.
Dal 2018 è in pubblicazione anche un remake del manga, sceneggiato e illustrato da Satoshi Shiki.

## Trama

Titolo della prima parte della serie TV

La storia è ambientata durante il periodo Sengoku. Hyakkimaru è un giovane samurai che combatte e distrugge demoni. Durante il suo viaggio per il Giappone gli si affianca Dororo, un giovane ladruncolo.
"Hyakkimaru" significa letteralmente "ragazzo dei 100 demoni". Alla sua nascita, 48 parti del corpo (12 nella serie anime del 2019) gli vengono sottratte da altrettanti demoni, in virtù del patto stipulato dal padre con essi, per sacrificare il figlio in cambio di potere.
Come conseguenza di tutto ciò, il neonato non ha neanche un aspetto umano, e la madre è costretta dal marito ad abbandonarlo in una cesta sul fiume. Il bambino viene successivamente trovato dal Dottor Jukai, un chirurgo che lo tiene con sé, curandolo ed allevandolo. Questi, accortosi ben presto degli accentuati poteri mentali posseduti dall'informe neonato, lo guarisce con metodi magico-alchemici e gli fornisce un corpo artificiale (a partire dai resti dei bambini morti in guerra) col quale egli può andare in seguito a caccia dei demoni che gli rubarono arti e sensi.
Ogni volta che Hyakkimaru riesce ad ucciderne uno, riacquista una parte perduta del corpo. Il ragazzo diviene allora quasi invincibile contro ogni colpo mortale; innestato all'interno del suo braccio sinistro si trova inoltre una lama speciale, forgiata per poter combattere contro entità maligne soprannaturali.
Dopo che il medico è costretto a mandarlo via (attirava difatti i demoni sulla sua casa), Hyakkimaru inizia ad andare per la sua strada: il giovane arriva a conoscere attraverso una voce spettrale della maledizione fissata su di lui alla nascita, ma anche che uccidendo i demoni responsabili avrebbe potuto recuperare i pezzi rubati al suo corpo e ritrovare la sua umanità perduta.

## Media

### Manga
La Kabuki Publishing ha stampato in Italia due volumi della traduzione del fumetto, sui quattro previsti. Fino all'ottobre 2011, la situazione è rimasta invariata. Durante il Lucca Comics & Games 2011, la Goen ha annunciato per la primavera 2012 il ritorno in Italia di Dororo, con uscite bimestrali. I quattro volumi sono poi usciti dal gennaio al luglio 2013.

#### Volumi
| Nº | Data di prima pubblicazione                                | Data di prima pubblicazione | Data di prima pubblicazione |
| Nº | Italiano                                                   | Italiano                    |                             |
| -- | ---------------------------------------------------------- | --------------------------- | --------------------------- |
| 1  | 2 novembre 2000 (Kabuki Publishing) 26 gennaio 2013 (Goen) | ISBN 978-88-6712-005-5      |                             |
| 2  | 23 ottobre 2001 (Kabuki Publishing) 30 marzo 2013 (Goen)   | ISBN 978-88-6712-053-6      |                             |
| 3  | 31 maggio 2013                                             | ISBN 978-88-6712-063-5      |                             |
| 4  | 20 luglio 2013                                             | ISBN 978-88-6712-138-0      |                             |

### Remake
Nel 2018 viene annunciato un remake dell'opera di Tezuka dal titolo Dororo e Hyakkimaru – La leggenda, scritta e disegnata da Satoshi Shiki, e pubblicata sulla rivista mensile Champion RED della casa editrice Akita Shoten a partire dall'ottobre di quell'anno.
In Italia la serie è licenziata dalla Panini Comics sotto l'etichetta Planet Manga.

### Anime

#### Serie del 1969
Il titolo della versione animata era, originariamente, Dororo; dopo l'episodio 14, la serie è stata rinominata Dororo e Hyakkimaru. L'anime, a differenza del manga, vede un finale conclusivo.
Questa serie è stata distribuita in versione sottotitolata in italiano sulla piattaforma VVVVID il 14 settembre 2015.
| Nº | Titolo italiano Giapponese 「Kanji」 - Rōmaji                                                                  | In onda           | In onda |
| Nº | Titolo italiano Giapponese 「Kanji」 - Rōmaji                                                                  | Giapponese        |         |
| 1  | Il racconto di Hyakkimaru, parte prima 「百鬼丸の巻 その一」 - Hyakkimaru no maki: Sono ichi                   | 6 aprile 1969     |         |
| 2  | Il racconto di Hyakkimaru, parte seconda 「百鬼丸の巻 その二」 - Hyakkimaru no maki: Sono ni                   | 13 aprile 1969    |         |
| 3  | Il racconto di Bandai, parte prima 「万代の巻 その一」 - Bandai no maki: Sono ichi                             | 20 aprile 1969    |         |
| 4  | Il racconto di Bandai, parte seconda 「万代の巻 その二」 - Bandai no maki: Sono ni                             | 27 aprile 1969    |         |
| 5  | Il racconto della miseria, parte prima 「無残帖の巻 その一」 - Muzanchō no maki: Sono ichi                     | 4 maggio 1969     |         |
| 6  | Il racconto della miseria, parte seconda 「無残帖の巻 その二」 - Muzanchō no maki: Sono ni                     | 11 maggio 1969    |         |
| 7  | Il racconto della spada demoniaca Nihiru, parte prima 「妖刀似蛭の巻 その一」 - Yōtō Nihiru no maki: Sono ichi | 18 maggio 1969    |         |
| 8  | Il racconto della spada demoniaca Nihiru, parte seconda 「妖刀似蛭の巻 その二」 - Yōtō Nihiru no maki: Sono ni | 25 maggio 1969    |         |
| 9  | Il racconto del Banmon, parte prima 「ばんもんの巻 その一」 - Banmon no maki: Sono ichi                        | 1º giugno 1969    |         |
| 10 | Il racconto del Banmon, parte seconda 「ばんもんの巻 その二」 - Banmon no maki: Sono ni                        | 8 giugno 1969     |         |
| 11 | Il racconto del Banmon, parte terza 「ばんもんの巻 その三」 - Banmon no maki: Sono san                         | 15 giugno 1969    |         |
| 12 | Il racconto di Fudou dal volto bianco, parte prima 「白面不動の巻 その一」 - Hakumen Fudō no maki: Sono ichi   | 22 giugno 1969    |         |
| 13 | Il racconto di Fudou dal volto bianco, parte seconda 「白面不動の巻 その二」 - Hakumen Fudō no maki: Sono ni   | 29 giugno 1969    |         |
| 14 | Il mostro Kajirinkon 「妖怪かじりんこん」 - Yōkai Kajirinkon                                                   | 6 luglio 1969     |         |
| 15 | Il villaggio vuoto 「いないいない村」 - Inai-inai-mura                                                         | 13 luglio 1969    |         |
| 16 | Midoro, il cavallo spettrale 「妖馬みどろ」 - Yoba Midoro                                                      | 20 luglio 1969    |         |
| 17 | Il mostro Donburibara 「妖怪どんぶりばら」 - Yōkai Donburibara                                                 | 27 luglio 1969    |         |
| 18 | Il mostro marino fluttuante 「海獣ビラビラ」 - Kaijū Bira-Bira                                                 | 3 agosto 1969     |         |
| 19 | Raikaken 「雷火犬」 - Raikaken                                                                                 | 10 agosto 1969    |         |
| 20 | Il demone Onbura 「おんぶら鬼」 - Onbura oni                                                                   | 17 agosto 1969    |         |
| 21 | Onba la falena 「まいまいおんば」 - Maimai Onba                                                                | 24 agosto 1969    |         |
| 22 | Il lamento dello spirito 「妖怪もんもん」 - Yōkai Monmon                                                       | 31 agosto 1969    |         |
| 23 | Il grande albero mangia-uomini 「人喰い大木」 - Hitogui taiboku                                                | 7 settembre 1969  |         |
| 24 | Il bonzo dalle quattro forme 「四化 入道」 - Shika nyūdō                                                       | 14 settembre 1969 |         |
| 25 | Il mostro sotterraneo 「妖怪土坊主」 - Yōkai tsuchibōzu                                                        | 21 settembre 1969 |         |
| 26 | L'ultimo mostro 「最後の妖怪」 - Saigo no yōkai                                                                | 28 settembre 1969 |         |

#### Serie del 2019
Nel 2019 è uscita una nuova trasposizione animata, precisamente un reboot della serie originale, con personaggi quasi completamente diversi dalle loro controparti del 1969 e con un finale diverso.
| Nº | Titolo italiano Giapponese 「Kanji」 - Rōmaji | In onda          | In onda |
| Nº | Titolo italiano Giapponese 「Kanji」 - Rōmaji | Giapponese       |         |
| 1  | La storia di Daigo 「醍醐の巻」 - Daigo no maki | 7 gennaio 2019   |         |
| 1  | Nel Giappone del periodo Sengoku, il signore della guerra Kagemitsu Daigo, la cui moglie è in procinto di dare alla luce un figlio, si reca presso un tempio infernale per stringere un patto con i demoni: in cambio della supremazia sugli altri clan in guerra fra loro, offrirà alle divinità demoniache qualunque cosa esse desiderino. Il patto viene suggellato dal verificarsi di un prodigio, un fulmine che incide sulla fronte di Daigo un marchio e decapita la statuina sacrale nella stanza di sua moglie. Tornato a casa, Daigo comprende che i demoni hanno preteso come ricompensa il corpo del figlio appena nato: questi si presenta infatti come un essere "incompleto", privo di arti, pelle e degli organi percettivi, ma comunque vivo. Nonostante la moglie lo scongiuri di permetterle di tenerlo, Daigo ordina a una nutrice di portare via il neonato e ucciderlo; questa, tuttavia, impietosita alla vista della creatura indifesa, lo depone in una piccola imbarcazione sul fiume e lo affida alla sorte. Poco dopo, l'anziana viene uccisa da un mostro, a sua volta poi eliminato da un monaco cieco che possiede il dono di vedere l'anima di tutti gli esseri viventi. Questo lo porta a scorgere il bambino che si allontana lungo il fiume. Sedici anni dopo, l'orfano Dororo si procura da vivere grazie a piccoli furti e truffe. Dopo un "colpo" in cui viene scoperto, il bambino viene malmenato dai mercanti che ha appena derubato, quando un misterioso samurai appare in suo aiuto. In realtà, l'obiettivo del samurai è un demone che si trova nelle vicinanze, che uccide i mercanti e sta per divorare anche Dororo, prima di essere ucciso dal samurai che si rivela possedere un corpo quasi completamente meccanico, con delle lame celate al posto delle braccia. Mentre Dororo si mostra entusiasta per le incredibili doti del samurai, questi viene assalito da un tremore incontrollabile e la maschera che ha sul viso cade a terra rivelandone il volto privo di pelle, prima che questa si ricostituisca prodigiosamente. Nel tempio infernale, una delle statue dei demoni con cui Daigo strinse il patto sedici anni prima si spezza a metà: il samurai è il figlio mutilato di Daigo, che per recuperare le parti del corpo che gli mancano deve uccidere tutti i dodici i demoni che se ne appropriarono al momento della sua nascita. |                  |         |
| 2  | La storia di Bandai 「万代の巻」 - Bandai no maki | 14 gennaio 2019  |         |
| 2  | Dororo diventa compagno di viaggio del misterioso samurai, anche se la comunicazione tra i due risulta compromessa dato che quest'ultimo non è in grado di vedere, sentire e parlare. Un giorno, i due capitano in un villaggio dove si stanno verificando strane sparizioni che gli abitanti attribuiscono a un mostro. Il secondo in comando della governatrice del villaggio Bandai offre loro una ricompensa nel caso riescano a trovarlo e ucciderlo. Tuttavia, alla fine si scopre che è la stessa Bandai il mostro, un demone che uccide gli ignari forestieri per appropriarsi dei loro averi e arricchire così il villaggio. Sbattuti in prigione, i due incontrano Biwamaru, il sacerdote che vide il figlio di Daigo venire abbandonato sul fiume. Questi spiega a Dororo che probabilmente il suo compagno di viaggio "vede" le anime delle persone in modo simile a lui. Attraverso un pozzo che porta alla residenza di Bandai, i tre si recano presso di essa, al che la donna si rivela nella sua vera forma demoniaca. Il samurai la combatte e, nonostante i tentativi dei suoi uomini di interferire, riesce ad abbattere il mostro. Mentre si allontanano dal villaggio, il samurai traccia per terra i caratteri del proprio nome: Hyakkimaru. Poco dopo, il suo corpo viene come percosso da una scarica elettrica e il samurai riacquista il senso del tatto. Al tempio infernale, una seconda statua viene recisa a metà. |                  |         |
| 3  | La storia di Jukai 「寿海の巻」 - Jukai no maki | 21 gennaio 2019  |         |
| 3  | Tramite un lungo flashback viene mostrata la storia di Jukai, un cerusico che durante la guerra si occupava di costruire arti meccanici ai cadaveri mutilati lasciati sui campi di battaglia per dare loro una degna sepoltura. Con il ritorno della pace, Jukai si stabilisce in un villaggio di cui diventa il medico insieme al suo aiutante Kaname, un ragazzo privo di una gamba che tornò a camminare proprio grazie a una delle sue protesi. Quest'ultimo, tuttavia, un giorno scopre che Jukai era al servizio del signore della guerra Shiba, responsabile della morte di suo padre. In preda alla rabbia, Kaname si scaglia contro il suo mentore ma poi, rammentando tutto ciò che l'uomo ha fatto per lui e gli altri abitanti del villaggio, decide di non ucciderlo; non riesce comunque a perdonarlo e, rifiutando di portare ancora la protesi da lui costruita, lo abbandona. Poco tempo dopo, Jukai trova sulle rive del fiume la zattera che trasporta il piccolo Hyakkimaru. Mosso a pietà, l'uomo lo adotta e costruisce per lui arti meccanici, oltre a una maschera per coprire il suo volto scuoiato e dei bulbi oculari finti. Si scopre anche che è stato lui a dargli il nome di "Hyakkimaru", letteralmente "ragazzo dei cento demoni". Trascorsi sei anni, Jukai comincia ad addestrarlo perché impari a difendersi e sopravvivere. Ben presto il ragazzo comincia a manifestare la sua capacità di percepire la presenza di ghoul e altri mostri e ne diviene presto un abile cacciatore. Un giorno, Hyakkimaru finisce per imbattersi in un demone e, dopo averlo sconfitto, recupera per la prima volta una parte del suo corpo, ossia la gamba destra. Jukai comprende che il ragazzo deve essere vittima di qualche maledizione e, dopo avergli impiantato delle lame nelle braccia, lo invita a seguire la sua strada per cercare di riacquistare il proprio corpo. Nel corso dell'episodio vengono mostrati anche alcuni eventi accaduti nella terra di Daigo, come la nascita di un secondo figlio di nome Tahomaru, solamente un anno dopo quella di Hyakkimaru, e la distruzione di una prima statua del tempio infernale nel momento in cui questi uccide il suo primo demone. |                  |         |
| 4  | La storia della spada maledetta 「妖刀の巻」 - Yōtō no maki | 28 gennaio 2019  |         |
| 4  | Mentre Hyakkimaru si sta lentamente abituando alle percezioni fisiche come il freddo, il caldo e il dolore, lui e Dororo si ritrovano a dover fronteggiare la minaccia di una spada maledetta chiamata Nihiru che instilla un'insaziabile sete di sangue in colui che la brandisce. Hyakkimaru deve così affrontare Tanosuke, il fratello di una donna appena incontrata, ma lo scontro non termina in maniera risolutiva e la spada finisce nelle mani di un'inconsapevole Dororo. Hyakkimaru riesce a strapparla dalle sue mani prima che il ragazzino possa compiere qualche atto violento, ma deve confrontarsi nuovamente con Tanosuke, che non riesce a sottrarsi all'influenza malefica di Nihiru. Alla fine, Hyakkimaru è costretto a uccidere l'avversario e a sconfiggere il demone che vive nella spada. In questo modo riacquista il senso dell'udito, mentre Daigo è sempre più preoccupato per la siccità nei suoi territori e per la pressione di altri signori della guerra sui suoi confini, sospettando che in qualche modo il patto stretto con i demoni sedici anni prima stia venendo meno. |                  |         |
| 5  | La storia della canzone di Moriko, parte 1 「守り子唄の巻・上」 - Moriko uta no maki - jō | 4 febbraio 2019  |         |
| 5  | Hyakkimaru non riesce ad abituarsi alla percezione dei suoni e questo finisce per metterlo in difficoltà durante il combattimento con un ghul: avendo sempre contato solamente sull'istinto e sulla capacità di percepire la presenza dei demoni, l'irruzione dei suoni nel suo mondo lo confonde a tal punto da fargli riportare gravi ferite nello scontro; lui e Dororo vengono salvanti solo dall'intervento di Biwamaru, che uccide il mostro. La mattina seguente, Hyakkimaru sente in lontananza una voce dolce cantare una canzone e, affascinato, segue la melodia e scopre che proviene da una giovane donna che che si sta lavando in un torrente. Questa si accorge di lui, ma il samurai crolla a terra per l'effetto delle ferite e la donna, di nome Moriko, conduce lui, Dororo e Biwamaru nel suo rifugio, un tempio abbandonato dove vive insieme a molti bambini orfani. Pochi giorni dopo, Hyakkimaru scopre grazie a Biwamaru che nelle vicinanze si trova la tana di un demone e, senza aspettare di essersi completamente ripreso dalle ferite, decide di affrontarlo. Questo lo porta a venire sconfitto e a perdere la gamba destra. Quella stessa notte, Dororo segue Moriko per scoprire come faccia a procurarsi i viveri e le medicine con cui mantenere i bambini; scopre così che la giovane è costretta a prostituirsi presso gli accampamenti di due fazioni rivali che sono sul punto di arrivare allo scontro armato e assiste impotente alla violenza sessuale esercitata su di lei da uno di questi uomini. |                  |         |
| 6  | La storia della canzone di Moriko, parte 2 「守り子唄の巻・下」 - Moriko uta no maki - ge | 11 febbraio 2019 |         |
| 7  | La storia del ragno di seta Jorogumo 「絡新婦の巻」 - Jorōgumo no maki | 18 febbraio 2019 |         |
| 8  | La storia di Saru 「さるの巻」 - Saru no maki | 25 febbraio 2019 |         |
| 9  | La storia della crudeltà 「無残帳の巻」 - Muzanchō no maki | 4 marzo 2019     |         |
| 10 | La storia di Tahomaru 「多宝丸の巻」 - Tahomaru no maki | 11 marzo 2019    |         |
| 11 | La storia del Banmon, parte 1 「ばんもんの巻・上」 - Banmon no Maki-jō | 18 marzo 2019    |         |
| 12 | La storia del Banmon, parte 2 「ばんもんの巻・下」 - Banmon no Maki-ge | 25 marzo 2019    |         |
| 13 | La storia del Buddha dalla faccia bianca 「白面不動の巻」 - Hakumen Fudō no Maki | 8 aprile 2019    |         |
| 13 | Dopo essersi lasciati alle spalle la terra di Daigo, Dororo e Hyakkimaru vengono ospitati nella dimora di una donna di nome Okaka che vive nei pressi d una cascata sotto la quale sorge la statua di un Buddha senza volto. Dororo trova che la donna somigli in modo impressionante alla sua defunta madre e si affeziona subito a lei. Quella sera, Okaka racconta la storia della statua, sostenendo che il suo artefice avesse tentato per anni in ogni modo di darle un volto soddisfacente senza riuscirci, fino a morire. Mentre Hyakkimaru si e già addormentato, la donna confessa a Dororo di aver messo un sonnifero nei loro pasti e di essere lei stessa lo scultore del Buddha, riportato in vita dal demone che si è insediato nella statua il quale le ha dato il potere di vedere il passato delle persone che incontra e assumere le fattezze delle persone a loro care; ora intende sacrificare Hyakkimaru al demone per offrigli il suo volto. Dororo cerca di reagire ma cade vittima del sonnifero e Okaka porta Hyakkimaru alla cascata. Prima che possa deporre il giovane sull'altare, però, Dororo riprende i sensi e la raggiunge. Anche Hyakkimaru si risveglia e affronta la donna, che cerca di confonderlo assumendo le fattezze di sua madre ma lui, che non ha gli occhi e vede solo l'anima delle persone, non cade nel tranello. La statua intanto prende vita e fa precipitare il samurai nel laghetto sottostante, dopodiché Okaka riesce a legarlo con la sua corda magica. A quel punto Dororo la prega di non fare del male a suo "fratello" e le rinfaccia di aver ucciso così tanti uomini uomini solo per soddisfare il proprio ego. La donna, impietosita, si rende conto di ciò che ha fatto e lascia andare Hyakkimaru. La spada del demone-statua cala però su di lei, poiché in quel momento si trovava nel punto in cui di solito venivano sacrificati gli uomini. Hyakkimaru si arrampica fino sul volto della statua e questa, cercando di ucciderlo, finisce per colpirsi da sola con la spada e il demone muore. Prima di spirare, Okaka chiede a Dororo di sorriderle e muore trovando finalmente la pace. |                  |         |
| 14 | La storia di Sabame 「鯖目の巻」 - Saba-Me no Maki | 15 aprile 2019   |         |
| 15 | La storia della scena dall'inferno 「地獄変の巻」 - Jigokuhen no Maki | 22 aprile 2019   |         |
| 16 | La storia di Shiranui 「しらぬいの巻」 - Shiranui no Maki | 29 aprile 2019   |         |
| 17 | La storia delle domande e delle risposte 「問答の巻」 - Mondō no Maki | 6 maggio 2019    |         |
| 18 | La storia del promontorio dell'impermanenza 「無常岬の巻」 - Mujō misaki no maki | 13 maggio 2019   |         |
| 19 | La storia dell'Amanojaku 「天邪鬼の巻」 - Amanojaku no maki | 20 maggio 2019   |         |
| 20 | La storia del Nue 「鵺の巻」 - Nue no maki | 27 maggio 2019   |         |
| 21 | La storia dell'interruzione del ciclo della sofferenza 「逆流の巻」 - Gyakuryū no maki | 3 giugno 2019    |         |
| 22 | La storia di Nui 「縫の巻」 - Nui no maki | 10 giugno 2019   |         |
| 23 | La storia dei demoni 「鬼神の巻」 - Kishin no maki | 17 giugno 2019   |         |
| 24 | Dororo e Hyakkimaru 「どろろと百鬼丸」 - Dororo to Hyakkimaru | 24 giugno 2019   |         |

### Altri

#### Film live action
Un adattamento live action del manga è stato proiettato nelle sale giapponesi il 27 gennaio 2007. Il film vede tra gli interpreti Kou Shibasaki e Satoshi Tsumabuki, ed è stato girato in Nuova Zelanda.

#### Videogioco
Un videogioco basato sul manga, intitolato Blood Will Tell, è stato prodotto nel 2004 per PlayStation 2.

## Accoglienza
Durante i Tezuka Awards del 2002, Kentarō Miura (autore di Berserk) affermò che Dororo è il suo manga di Osamu Tezuka preferito. L'edizione statunitense di Dororo, edita dalla Vertical, ha vinto gli Eisner Award 2009, nella categoria "Best U.S. Edition of International Material-Japan".